# مارك حنا واتكينز
مارك حنا واتكينز (بالإنجليزية: Mark Hanna Watkins)‏ هو لغوي وعالم إنسان أمريكي، ولد في 23 نوفمبر 1903 في هانتسفيل في الولايات المتحدة، وتوفي في 24 فبراير 1976.